# Xylophanes nanus
Xylophanes nanus är en fjärilsart som beskrevs av Raymundo 1934. Xylophanes nanus ingår i släktet Xylophanes och familjen svärmare. Inga underarter finns listade i Catalogue of Life.